# Nupserha endroedyi
Nupserha endroedyi là một loài bọ cánh cứng trong họ Cerambycidae.